# Manuel Manetta
Manuel "Fess" Manetta (3 de octubre de 1889 - 10 de octubre de 1969) fue un músico de jazz multiinstrumentista estadounidense. Durante gran parte del siglo XX, un referente de la escena jazz de Nueva Orleans.

## Biografía
De ascendencia italiana y afroestadounidense, Manetta nació en el seno de una familia de músicos. Desde muy temprano aprendió a dominar el violín, la guitarra, el piano, la corneta, el saxofón y el trombón. Fue capaz incluso de tocar dos instrumentos de metal al mismo tiempo. Comenzó su andadura musical a comienzos de siglo como componente de la Eagle Brass Band y de la Tuxedo Brass Band, para acabar formando parte de la banda de Buddy Bolden.
La mayor parte de su carrera se desarrolló en Nueva Orleans, actuando con Kid Ory en 1919 y con la Martels Family Band como pianista en los años 20. Actuó también a bordo de los barcos que surcan el Río Mississipi junto a Ed Allen. Durante su carrera formó también parte de las bandas de acompañamiento de Jimmy Palao, Papa Celestin, Arnold Du Pas, Manuel Pérez o Lizzie Miles, entre otros.

## Discografía
- 1985 - Whorehouse Piano (Jazzology)[4]